# المنجد
المُنجِد فرهنگ لغت مشهوری به زبان عربی است.

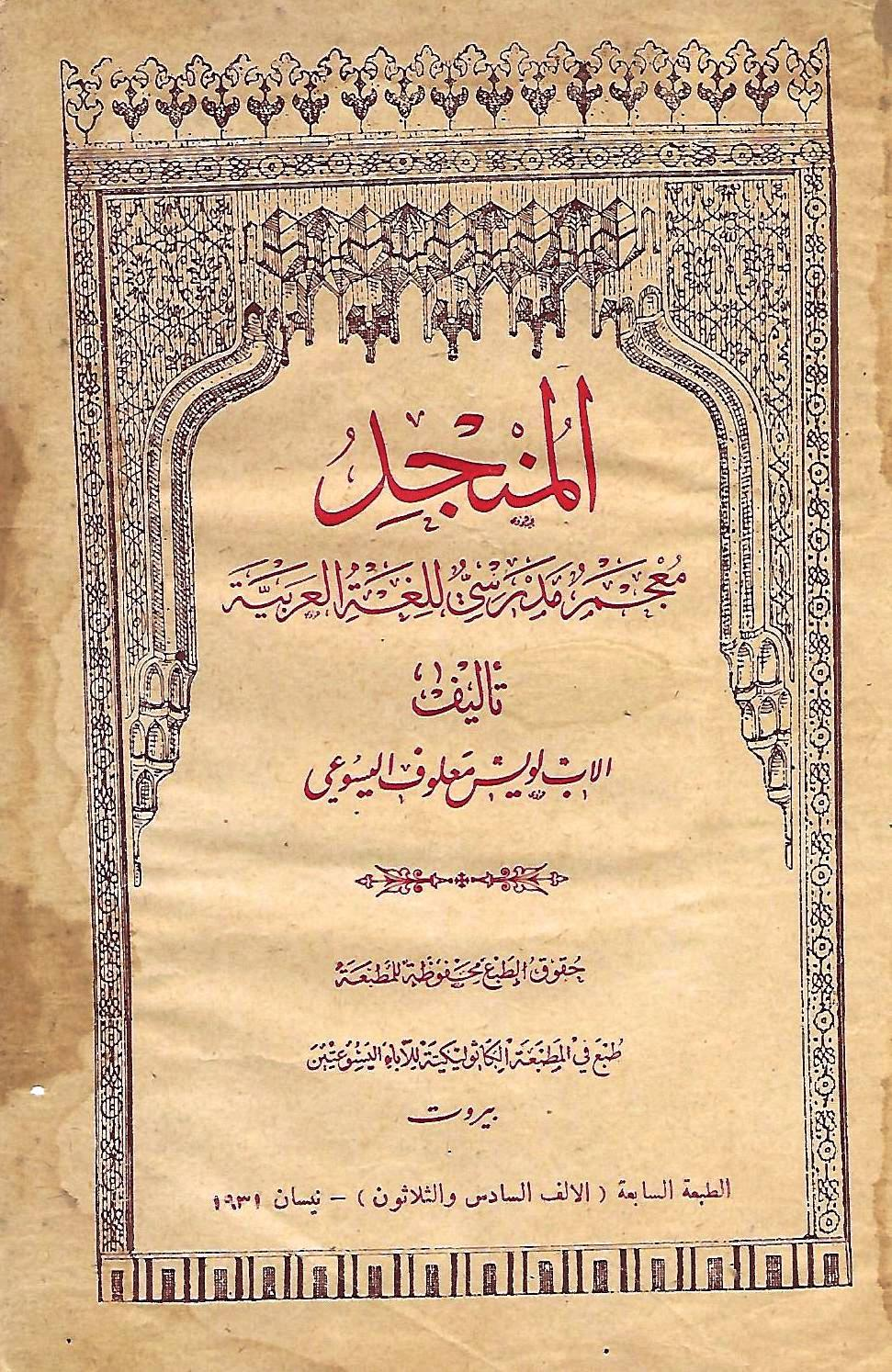

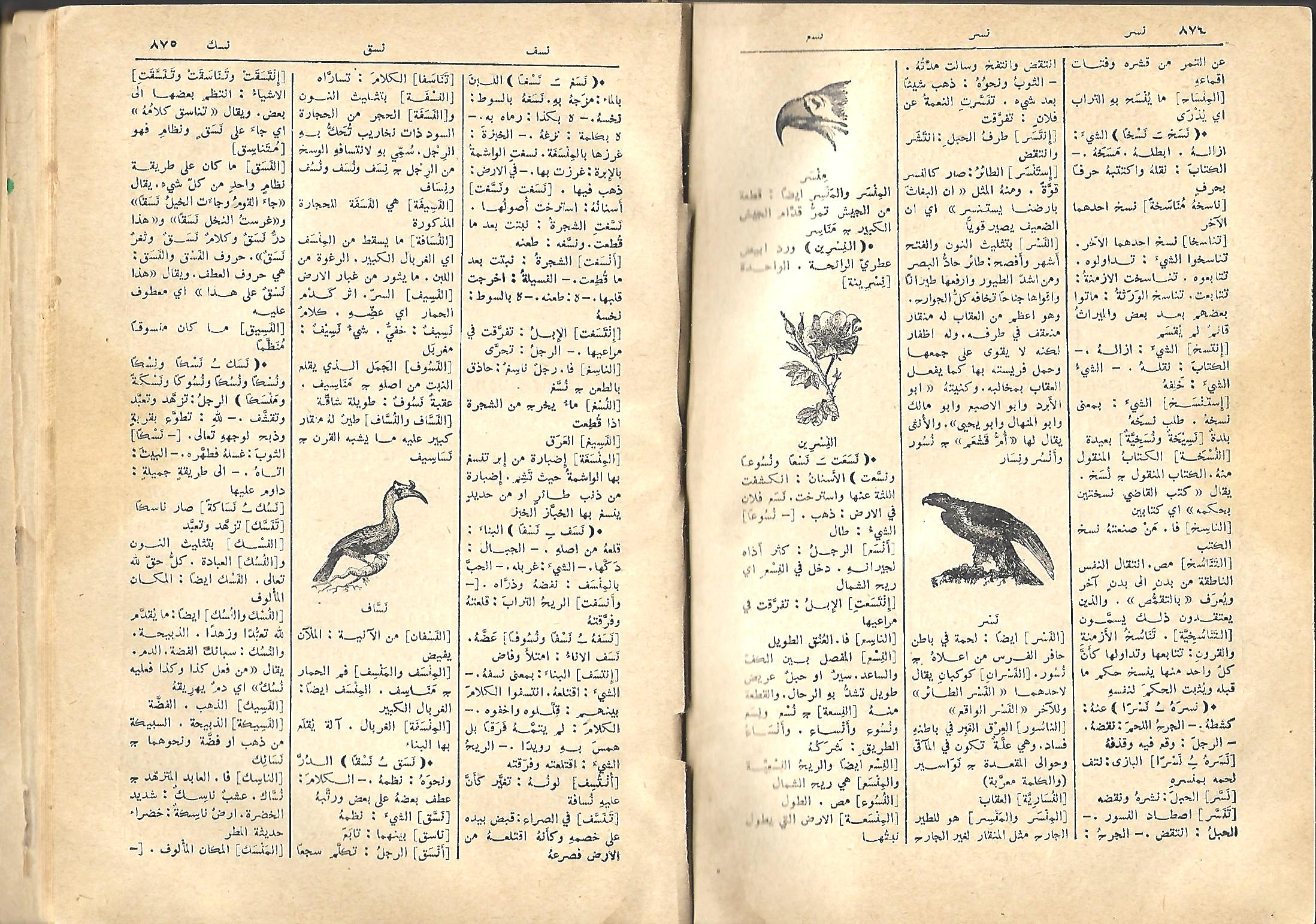

## نویسنده
نویسندهٔ این اثر لویس معلوف لبنانی است که آن را در سال ۱۹۰۸ منتشر کرده و در سال ۱۹۵۶ بخش اَعلام و شخصیت‌ها به آن افزوده شده‌است.

## چاپ
المنجد بیش از چهل بار به زبان عربی و ترجمهٔ فارسیِ آن نیز ده‌ها بار منتشر شده است.

## مترجم فارسی
احمد سیاح (زادهٔ ۱۲۹۹) مترجم المنجد است که اضافاتی هم بر آن دارد.